# Иван Косанчић
Иван Косанчић је легендарни српски витез који је, према предању, погинуо у боју на Косову 1389. године.
Био је син Огњена Косанчића, српског витеза које је био у пратњи цара Душана, а презиме су добили по речици Косаници, која протиче испод Радан планине надомак Куршумлије.

## Предање
Према предању, Иван Косанчић био је пореклом из горње Топлице, слив речице Косанице, код Куршумлије. Остаци града Ивана Косанчића, Иван кула (Иванова кула), налазе се на западним обронцима планине Радан, 33 km јужно од Куршумлије.

## Народне песме
У српским епским песмама помиње се као побратим Милоша Обилића и Топлице Милана, прикупљене и објављене од стране Вука Караџића са почетка 19. века (Косовски циклус). Војвода Иван је уходио турску војску и јавио побратиму Милошу. Знао је језик турски и арапски које је научио у манастиру. Јахао је коња зеленка.
Песме наводе и да је био највештији мачеваоц српске војске.
Из епске песме: "Милош, Иван и Милан сусрећу Косовку девојку", види се опис тог косовског јунака.
"За њим иде Косанчић Иване,
Красан јунак на овоме свету,
Сабља му се по калдрми вуче,
Свилен калпак, оковано перје,
На јунаку коласта аздија,
Око врата свилена марама,
На руци му бурма позлаћена."  Дао је Косовки девојци пред одлазак на Косово у битку, "прстен позлаћени".
Био је стасит јунак, обдарен лепотом телесном. Када му наздравља побратим Милош Обилић, он каже: "Ако ћу је напит по љепоти, Напит ћу је Косанчић Ивану".

## На филму и у књижевности
У филму Здравка Шотре Бој на Косову из 1989. године лик Ивана Косанчића играо је Милан Гутовић.
У романима Дејана Стојиљковића "Дуге ноћи и црне заставе" и "Олујни бедем" Иван Косанчић је централна личност. Приказан је као вешт мачевалац познат по надимку Змај од Радана..